# Tiffany Alvord
Tiffany Lynn Alvord (Santa Monica, 11 dicembre 1992) è una musicista, cantautrice e cantante statunitense.

## Biografia
Tiffany Alvord deve la sua notorietà alle numerose cover e canzoni originali caricate su YouTube, la prima il 18 aprile 2008, a soli 15 anni. Ha lavorato con il regista e produttore Kurt Hugo Schneider per il suo medley di Taylor Swift e ha duettato con Jake Coco nella cover del brano Mean della medesima cantante.
Ha scritto due canzoni originali per la colonna sonora del film Diary of an Ex-Child Star, inclusa la canzone principale Change. Nel febbraio del 2011 ha partecipato a un tour con i Boyce Avenue, Megan and Liz e Jake Coco.
Inoltre si è esibita a Times Square il 31 dicembre 2012 con le canzoni This Kiss e My Heart is, brano della cantautrice e prodotto in stile Musica house.

## Vita privata
Alvord vive in La Cañada Flintridge (California); ha ottenuto il diploma di scuola superiore nel giugno 2010. Si ispira a noti musicisti come Taylor Swift, Shania Twain e Michael Bublé.

## Discografia

### Cover
- Mean - Taylor Swift (ft. Jake Coco)
- Forget You - Cee Lo Green
- Pray - Justin Bieber
- Rolling in the Deep - Adele (ft. Jake Coco)
- Who Says - Selena Gomez & The Scene (ft. Megan Nicole)
- Born This Way - Lady Gaga (ft. Megan & Liz)
- E.T - Katy Perry
- Tonight Tonight - Hot Chelle Rae
- The Edge of Glory - Lady Gaga
- The Story of Us - Taylor Swift
- Back to December - Taylor Swift
- I Just Wanna Run - Downtown Fiction
- Grenade - Bruno Mars
- Firework - Katy Perry
- King of Anything - Sara Bareilles
- Misery - Maroon 5
- Magic - B.o.B ft. Rivers Coumo
- Love the Way You Lie - Rihanna ft. Eminem
- Dynamite - Taio Cruz
- Billonaire - Bruno Mars ft. Travie McCoy
- Airplanes - B.o.B ft. Hayley Williams
- When I Look at You - Miley Cyrus
- Break Your Heart - Taio Cruz (ft. Christina Grimmie)
- Need You Now - Lady Antebellum
- Baby - Justin Bieber
- Hey Soul Sister - Train
- Replay - Iyaz
- Fallin For You - Colbie Caillat
- Jump Then Fall - Taylor Swift
- Stop and Stare - OneRepublic
- Say It Again - Marie Digby
- This Is Me - Demi Lovato
- Kiss the Girl - Little Mermaid (ft Megan)
- Teardrops On My Guitar - Taylor Swift
- One Step at a Time - Jordin Sparks
- 7 Things - Miley Cyrus
- Fall For You - Secondhand Serenade
- Bottom of the Ocean - Miley Cyrus
- Love Story - Taylor Swift
- Lovebug - Jonas Brothers
- Butterfly Fly Away - Miley Cyrus
- The Climb - Miley Cyrus
- Catch Me - Demi Lovato
- Fireflies - Owl City
- Down - Jay Sean
- Love You Like a Love Song - Selena Gomez & The Scene
- Back Home - Gym Class Heroes
- Wannabe - Spice Girls (bersama Megan dan Liz)
- Safe and Sound - Taylor Swift(ft. Megan Nicole)
- It Will Rain (ft Hannah Jones) - Bruno Mars
- We Found Love - Rihanna (ft Andy Lange)
- Secrets - One Republic
- Call Me Maybe - Carly Rae Jepsen
- Glad You Came - The Wanted
- Boyfriend - Justin Bieber
- The One That Got Away - Katy Perry
- Payphone - Maroon 5 (ft Dave Days)
- Good Time - Owl City (ft Carly Rae Jepsen)
- As Long as You Love me - Justin Bieber (ft. Big Sean)
- We Are Never Ever Getting Back Together - Taylor Swift
- I Knew You Were Trouble - Taylor Swift
- This Kiss - Carly Rae Jepsen
- Just Give Me A Reason - Pink

- Cheerleader - James Maslow Megan Nicole

### Album
- I've Got It Covered (2011): Brighter Than The Sun, The Story Of Us, E.T, Forget You, Mean, Tonight Tonight, Good Life, Pray, Rolling in The Deep, The Edge Of Glory.
- My Dream (2011): My Sunshine, Little Things, My Dream, Moment In Time, Perfect Chemistry, Possibility, My Notebook, The One that I Adore, Heartbreak, Crazy Good.
- I've Got It Covered Vol. 2 (2012): Call Me Maybe, Both of Us, Titanium, Glad You Came, Ours, The One That Got Away, Boyfriend, Wide Awake, Lights, (Kissed You) Good Night.
- My Heart is (2012): The Breakdown, My Heart Is, Nver Been Better, So Alive, Never Lover Boy, Flirtatious, Irresistible, The Reason Is You, Unforgettable, Baby I Love You.
- I've Got It Covered Vol. 3 (2013): Still Into You, Hurt Me Tomorrow, Young Volcanoes, Here's To Never Growing Up, I Knew You Were Trouble, Don't You Worry Child, Just Give me a Reason, We Are Never Ever Getting Back Together, Young and Beautiful, This Kiss, As Long As You Love Me, If I Lose Myself.
- Legacy (2014): Tightrope, Legacy, The Other Half of Me, I Wish, Pour a Little Heaven on Me, Magic, I Knew You Were the One, Aftereffect, A Little Love, Over for Good, Walk Away, Mother Always Told Me, Hate to Tell You, Fall Together.